# 小憩之女
《小憩之女》（日语：憩ふ女）是臺灣畫家李梅樹在1935年期間所完成的油畫作品，該作品描繪一名女子坐在藤椅上的情景。被視爲李梅樹的代表作之一，於同年第九屆臺灣美術展覽會特選第一席。

## 歷史

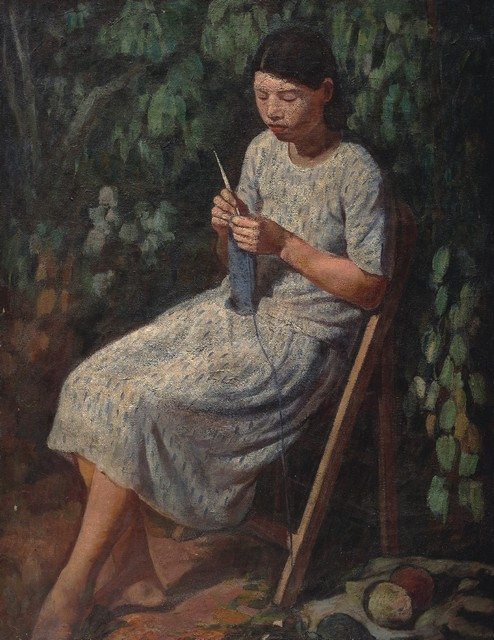
《編物》（1935年），同以劉曾妹為模特之畫作。

1935年，李梅樹自東京美術學校畢業後返回臺灣，開始在家鄉三峽一帶展開活動。此時期，他以其哥哥劉清港之子劉山田的妻子、即他的姪媳劉曾妹為模特，於自宅庭園中完成《小憩之女》。除此畫作外，李梅樹曾多次以劉曾妹為模特繪製了多幅系列畫作。
《小憩之女》完成後，李梅樹將這幅作品送往第九屆臺灣美術展覽會參展，並獲「特選」第一席及「臺展賞」榮譽，並獲得獎金100圓。此畫在展出期間受到多數評審的正面評價，其中日本版畫家宮田彌太郎對此畫作表示：
李梅樹的《小憩之女》，似乎安逸於官學派的寫實，但技巧非常確實。
該畫後由李梅樹紀念館收藏，至今仍在該博物館展示。

## 作品內容
《小憩之女》是李梅樹根據自己親自拍攝的照片改作而成。當時李梅樹習慣在作畫前先拍攝人物，並根據需要合理搭配不同景物進行創作。畫中，一名少婦端坐在藤製躺椅上，畫面旁側擺放著陶缸及散落於地板上的印刷畫冊，畫冊中包含西方印象派畫家的作品，如文森特·梵高《嘉舍醫師的畫像》、保罗·塞尚的《吸菸者》及皮埃尔-奥古斯特·雷诺阿《浴女》。背景庭園則選用西洋風格的噴泉，凸顯出當時新時代西式文化影響下的景象與氛圍。
在這幅作品中，李梅樹巧妙地將本土元素與西洋風情融為一體，畫面中的構圖細緻且空間表現複雜，此外，作品在題材上延續了印象派畫作的精神，著重描繪人物在日常生活中的休閒情景上。

## 外部連結
- 《小憩之女》- 李梅樹基金會 （页面存档备份，存于）